# Charnockita
Les charnockites són roques ígnies quarso-feldespàtiques amb ortopiroxè (granits amb ortopiroxè), formades a altes temperatures i pressions. Malgrat que les charnockites presenten signes de metamorfisme com ara deformació i recristal·lització, segons la IUGS són roques ígnies i tenen aparença de roca ígnia; malgrat això, en el món acadèmic hi ha cert debat sobre l'origen ígni o metamòrfic de la roca.
Les charnockites poden ser definides com a granits d'hiperstena, del camp 3 del diagrama QAPF de Streckeisen; anteriorment, però, s'associaven a altres membres de l'anomenada successió de la charnockita, qua incloia des de les charnockites sensu stricto, passant per membres intermedis com ara les norites o les peridotites d'hiperstena i fins a les piroxenites. L'origen del nom de la roca prové del tipus de pedra de la tomba de Job Charnock, fundador de Calcuta.

## Sèrie charnockítica
La sèrie de les charnockites inclou roques de molts tipus diferents, algunes fèlsiques i riques en quars i microclina, d'altres, màfiques i riques en piroxè i olivina; també hi ha varietats intermèdies que corresponen mineralògicament a norites, quarsonorites i diorites. Una característica rellevant que es repeteix en molts membres de la sèrie charnockítica és la presència d'hiperstena, un ortopiroxè de color vermellós o verd i que és fortament pleocròïc. Els feldespats alcalins solen trobar-se en forma de pertites i en creixements d'albita, ortosa i microclina.

## Galeria

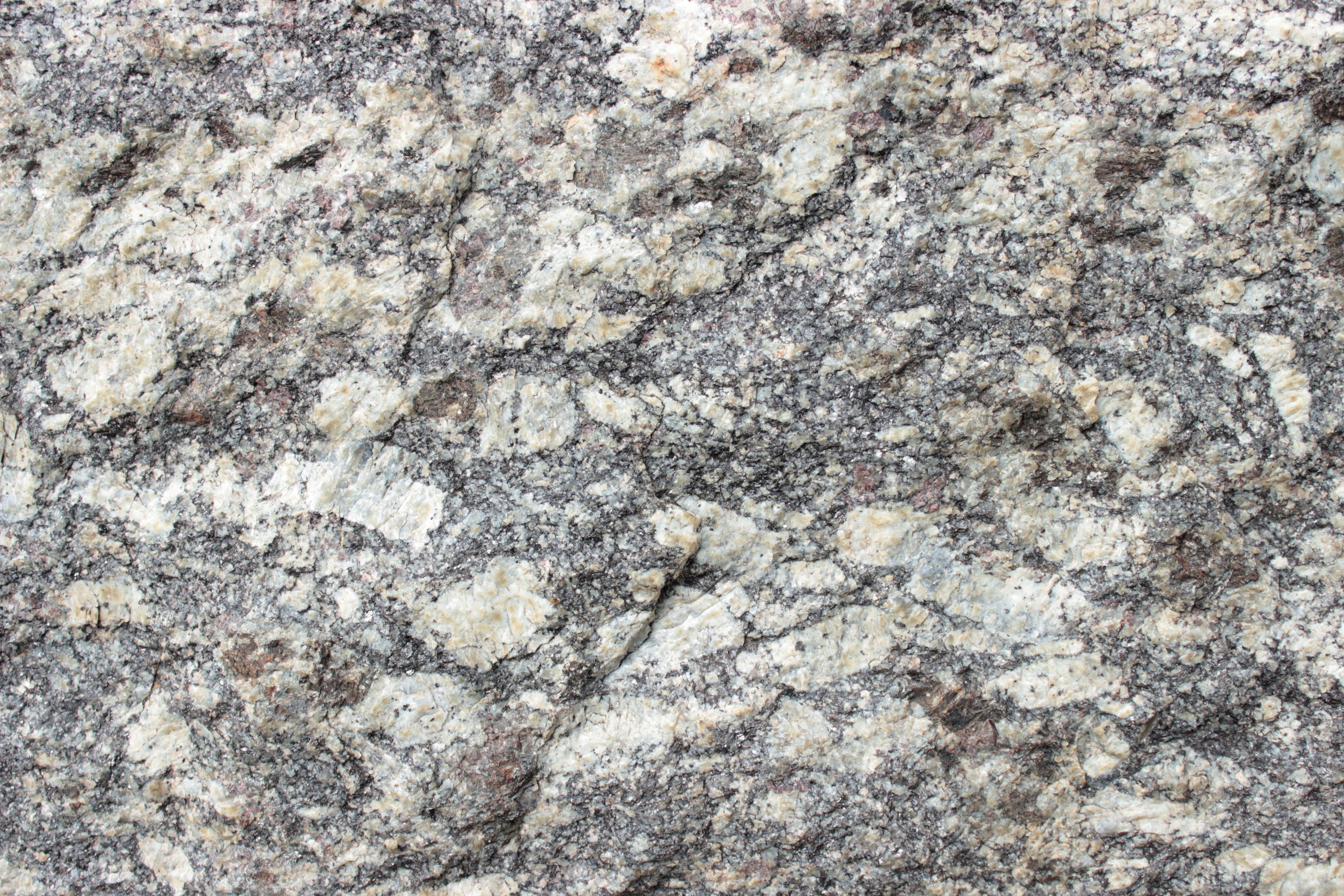
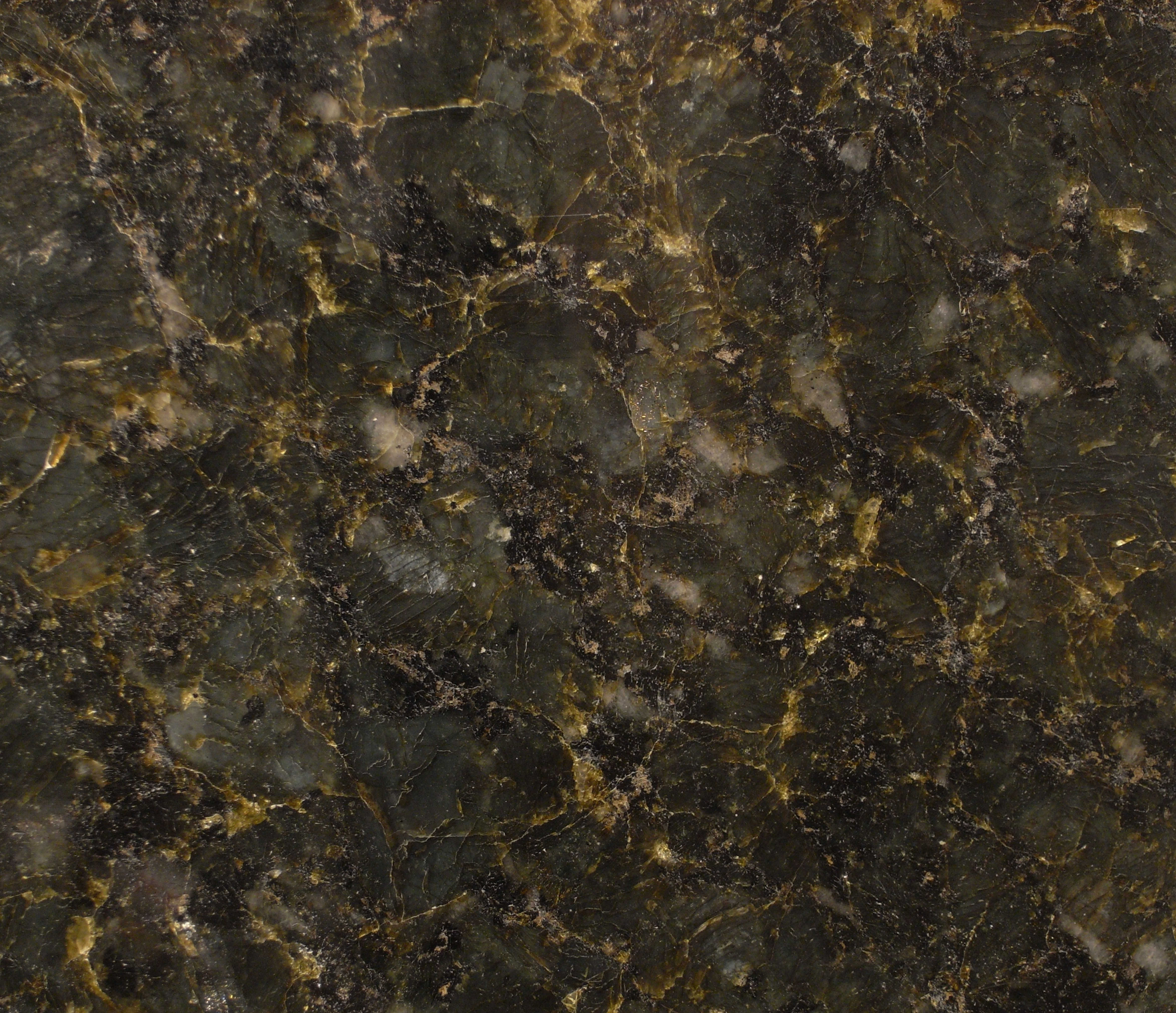
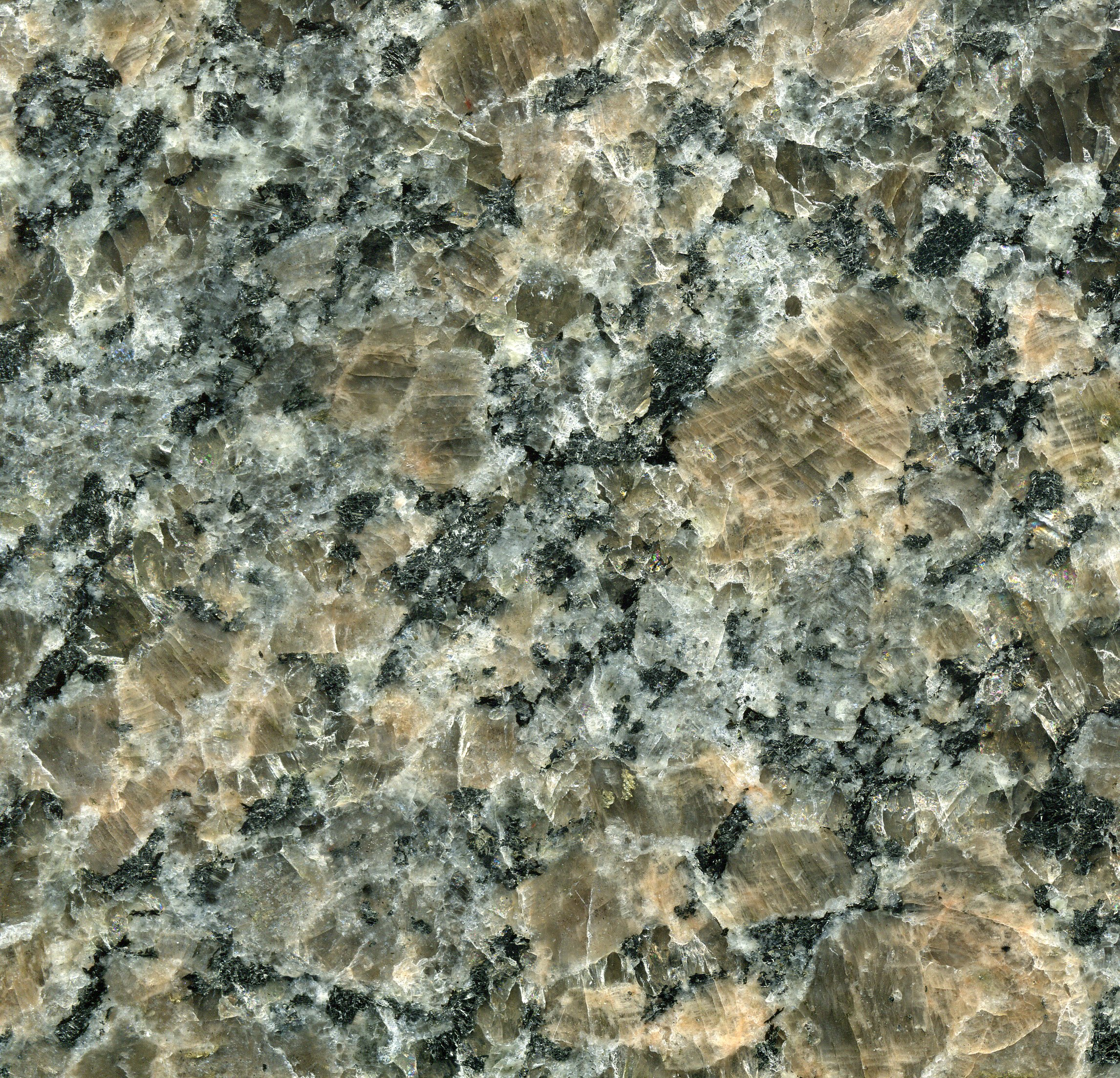
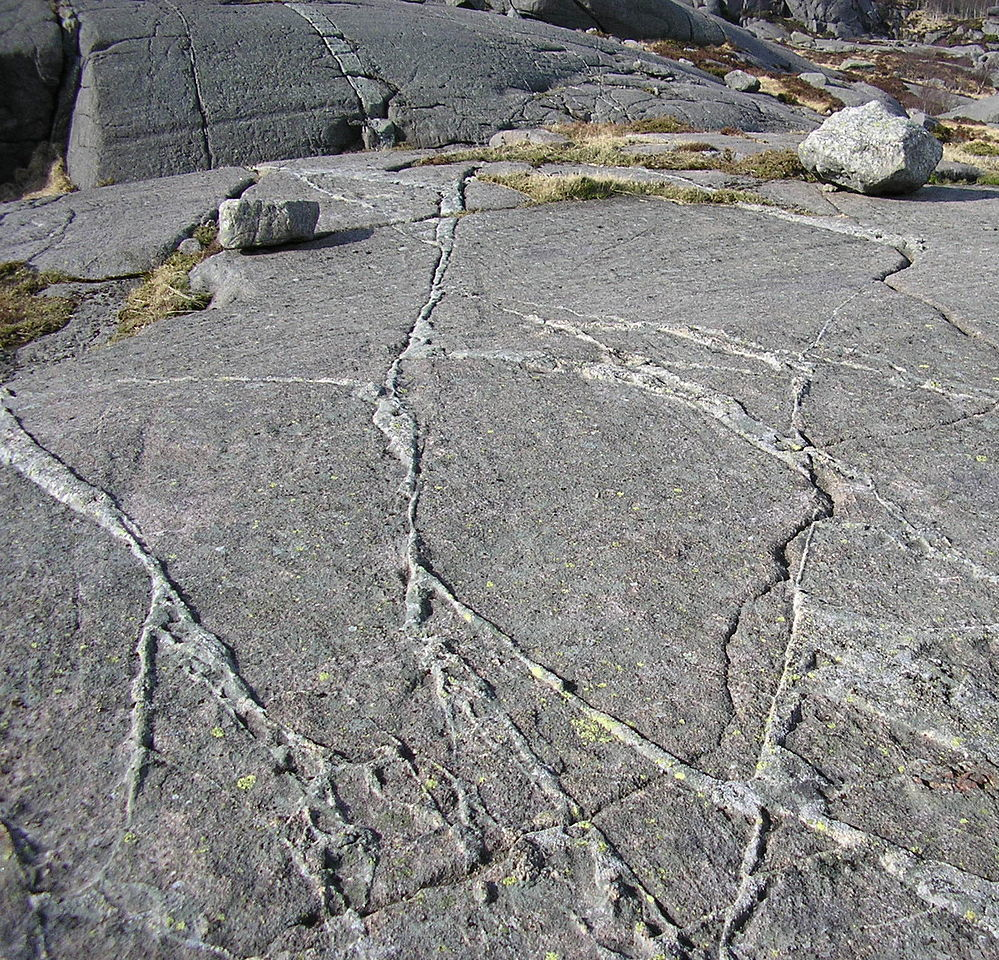
Vetes de charnockita